# ادی داوسون (بازیکن فوتبال)
ادی داوسون (انگلیسی: Eddie Dawson; ۱۶ ژانویهٔ ۱۹۱۳ – ۱۹۷۰ (۵۶−۵۷ سال)) بازیکن فوتبال اهل بریتانیا بود.
از باشگاه‌هایی که در آن بازی کرده‌است می‌توان به باشگاه فوتبال بریستول سیتی، باشگاه فوتبال بلیث اسپارتانس، باشگاه فوتبال منچستر سیتی، و باشگاه فوتبال گیتزهد اشاره کرد.